# Funkenštejn
Funkenštejn (též Funkštejn) je zaniklý hrad na vrcholu Zámeckého vrchu (624 m n. m.) v katastrálním území obce Březová necelý jeden kilometr severozápadně od vsi Háje v okrese Karlovy Vary.

## Historie
Neznáme žádné písemné prameny, které by se k hradu vztahovaly. Archeologicky byla jeho existence doložena ve 13. století, ale je možné, že jsou ve skutečnosti mladší. V 19. století stál na místě hradu altán.

## Stavební podoba
Z hradu se dochoval okrouhlý pahorek hradního jádra na východní straně chráněný příkopem.